# Europejskie referendum konstytucyjne w Polsce
Referendum nad traktatem ustanawiającym Konstytucję dla Europy w Polsce – niezrealizowany plan polityczny przeprowadzenia referendum nad przyjęciem Traktatu ustanawiającego Konstytucję dla Europy. Zapowiadane było na październik 2005.
Prezydent Aleksander Kwaśniewski zapowiadał, że referendum odbędzie się w październiku 2005 roku razem z wyborami prezydenckimi, ale w związku z odrzuceniem projektu traktatu w referendach we Francji i Holandii nie została podjęta decyzja o jego przeprowadzeniu.
Ogłoszony w czerwcu 2005 „okres refleksji” nad traktatem konstytucyjnym pokazał, że przyjęcie TKE w kształcie przyjętym w 2004 będzie praktycznie niemożliwe.
W 2007 prace w UE skupiły się na Traktacie reformującym, który został podpisany 13 grudnia 2007.